# Catastrofe ferroviaria di Ciurea
La catastrofe ferroviaria di Ciurea (in romeno: catastrofa de la Ciurea) avvenne il 13 gennaio 1917 durante la prima guerra mondiale presso la stazione di Ciurea, nel distretto di Iași, nella Romania nord-orientale.
Il sinistro avvenne durante un incrocio ferroviario, lungo la ferrovia Iași-Bârlad, ma a causa dell'assenza di un'indagine formale non è nota l'esatta causa dello scontro, così come l'esatto bilancio delle vittime, mentre la maggior parte delle fonti indica una stima compresa tra 800 e 1.000 morti. Per tale motivo, la catastrofe di Ciurea è considerata come il terzo incidente ferroviario più grave al mondo per numero di vittime.

## Dinamica
Il treno E-1, denominato "il Corriere", composto da 26 vagoni, partì dalla stazione di Galați con destinazione Iași la sera dell'11 gennaio 1917 (30 dicembre 1916 secondo il vecchio calendario). Era in ritardo di alcune ore, perché la stazione era stata bombardata da aerei tedeschi e l'originaria locomotiva, colpita da bombe, dovette essere sostituita. L'occupazione di Brăila da parte dell'esercito tedesco, che cominciò a bombardare Galați, spinse gli abitanti della vicina Muntenia ad abbandonare la loro città, credendo che non fosse sicura. A loro si aggiunsero studenti e soldati in congedo. Tra i passeggeri del treno, oltre ai rumeni, vi erano ufficiali e soldati russi, nonché membri della missione militare francese. Fra i viaggiatori più noti c'erano l'ex ministro delle finanze Emil Costinescu e Yvonne Blondel, figlia di un ex ambasciatore francese a Bucarest, il geografo George Vâlsan e il marchese de Belloy (ufficiale francese). Molto presto, il treno divenne sovraffollato, cosicché furono aggiunti altri vagoni man mano che il treno procedeva lungo il suo percorso, a volte sostando anche per alcune ore per consentire a centinaia di viaggiatori di cercarsi uno spazio.
Le condizioni di viaggio erano terribili: i vagoni, molti dei quali erano carri merci, erano illuminati da lampade a gas ed erano freddi; i finestrini non avevano vetri, ma assi che non riuscivano a tenere lontana l'aria gelida. Sui tetti dei vagoni, i viaggiatori morivano di freddo. "Con nostro orrore, un uomo e un bambino di 10 anni furono tirati giù congelati. Altre ombre sconcertanti, indurite dal freddo, raccontavano che, ad alcune curve, molte persone - uomini e donne - erano cadute dal treno", scrisse Yvonne Blondel.
Il treno si fermò durante la notte a Bârlad, a causa di una forte nevicata che aveva bloccato i binari, nonostante gli sforzi dei soldati e dei ferrovieri per sgombrare la linea. Il giorno successivo (12 gennaio), il convoglio ripartì per Iasi. Dopo aver percorso 120 km, fece un'ultima fermata a Bârnova per poi ripartire per Ciurea, dove sarebbe dovuto arrivare intorno all'una del mattino seguente.
Giunti in vista dell'ingresso alla stazione di Ciurea, a pochi chilometri dalla destinazione finale di Iași, i macchinisti tentarono di rallentare, ma si accorsero che i freni non funzionavano più, sebbene fossero stati controllati alla stazione di Bălteni. Secondo il quotidiano Mișcarea l'impianto frenante ad aria compressa funzionava solo per i primi due vagoni, con la valvola accidentalmente chiusa al terzo vagone. Il treno deragliò e si scontrò con una locomotiva che si trovava su un'altra linea. L'ago del tachimetro della locomotiva fu trovato bloccato a 95 km/h, suggerendo la velocità di marcia del treno al momento dell'incidente. Un sopravvissuto all'incidente riferì: "Mi sentivo perfettamente come il treno saltasse dal binario come un mostruoso rettile di ferro e acciaio, portando tutti i suoi viaggiatori alle mutilazioni o al grande viaggio verso l'aldilà. [...] Ho avuto la sensazione di essere gettato nel fondo di un pozzo, una pioggia di oggetti che scivolano intorno al mio corpo. [....] Per quanto tempo questo tormento? Pochi minuti, ma a me sembrava interminabile".
Udendo i segnali acustici lanciati dai macchinisti delle locomotive coinvolte, i ferrovieri della stazione ferroviaria di Ciurea attivarono uno scambio in modo che il treno entrasse nel binario 2 ed evitasse la collisione con i vagoni di catrame fermi sulla linea 1. A causa dell'alta velocità e dell'angolo acuto, tuttavia, solo la locomotiva e un vagone riuscirono a deviare sulla linea 2, mentre tutte le altre vetture, tranne due, deragliarono. Almeno uno dei vagoni deragliati si scontrò con alcuni serbatoi di carburante, innescando un'esplosione e un enorme incendio che bruciò il treno in meno di due ore. Yvonne Blondel fu salvata da due soldati della missione militare francese, che la tirarono fuori dai rottami del treno con i vestiti in fiamme. Altri passeggeri morirono schiacciati dall'impatto o carbonizzati dall'incendio. Chi viaggiava sui tetti dei vagoni venne scaraventato sotto i vagoni del treno e schiacciato, oppure cadde nella neve. Lo stesso sopravvissuto francese descrisse  dettagliatamente le scene della tragedia, compresa la comparsa di saccheggiatori che derubarono le vittime. Sul posto arrivarono squadre di soccorritori composte da soldati del deposito di munizioni vicino alla stazione ferroviaria, ferrovieri, due compagnie di soldati rumeni e due compagnie di soldati russi. I sopravvissuti furono trasportati alla stazione di Iași, dove ricevettero i primi soccorsi.

## Carenza di informazioni
La mancanza di informazioni sull'incidente è dovuta principalmente alla situazione eccezionale in cui si trovava la Romania all'epoca. Il Regno di Romania si trovava in guerra con gli Imperi centrali, mentre il governo, l'esercito e molti cittadini si erano rifugiati in Moldavia. Il territorio rumeno stava per essere occupato dai tedeschi, pertanto, in considerazione dello stato di guerra, pochi giornali riportarono l'incidente. Non è molto chiaro se vi sia stata un'indagine e quali siano stati i suoi risultati. Per questi motivi, le fonti di informazione per i ricercatori si limitano alle testimonianze di sopravvissuti, memorie, stampa e pubblicazioni interbelliche che affrontarono l'argomento.
Allo stesso modo, sono stati sollevati dubbi sull'autenticità della foto dell'incidente diffusa dagli organi di informazione e sull'effettivo deragliamento di Ciurea. La fotografia indica il 19 gennaio 1917 quale data dello scatto, ma non mostra alcuna traccia di neve, mentre due distinte fonti di memorie parlano di passeggeri che si trovavano sui tetti dei vagoni e che sopravvissero in quanto gettati dal treno su banchi di neve. Pertanto si ritiene che, evidentemente, tale foto non sia datata correttamente. È altresì noto che Ciurea fu teatro di diversi incidenti ferroviari all'inizio del XX secolo, tra cui un incidente verificatosi nel 1925, per cui è molto probabile che la foto in questione sia stata scattata in una di quelle occasioni.

## Controversie sul numero di vittime
Nelle prime ore dopo l'incidente, arrivarono sul posto diversi funzionari, tra cui il ministro dei lavori pubblici Dimitrie Greceanu, il procuratore generale, il prefetto di Iasi, ma anche agenti di sicurezza che iniziarono ad interrogare i testimoni. Entro la mattina seguente, la notizia dell'incidente si era diffusa in tutta la città. La luce del giorno rivelò l'entità della tragedia: "Passando per Ciurea ho visto il disastro: carri schiacciati, bruciati e squadre di lavoratori che tiravano fuori molti morti dai rottami. Dietro la stazione erano state sistemate quattro file di morti... Erano diverse centinaia. Con gli occhi rimossi, la testa rotta, le braccia staccate, le mani, le gambe, i carrelli bruciati. Donne, ufficiali, soldati...". Un'altra nota: "Tutta una serie di carri bruciati, di cui non rimane che il solo scheletro metallico, sciolti come cera dal fuoco che lo consumava... intorno alla stazione tutto sembrava rovina e tomba....".
Centinaia di corpi furono trovati tra i resti metallici contorti dei vagoni ferroviari. Le vittime furono adagiate vicino alla stazione e vennero diffusi numerosi appelli per chiedere aiuto per identificarle, ma pochissime di loro vennero identificate. Furono perciò sepolte in fosse comuni in un campo dietro alla stazione di Ciurea, a partire dal 3 gennaio, mentre le vittime identificate furono solo 374. Nei giorni successivi furono diffusi elenchi provvisori dei nomi delle vittime identificate. Tuttavia, dopo poco iniziarono a diffondersi anche voci incontrollate sui beni di valore andati bruciati nell'incendio o saccheggiati dai ladri, mentre il bilancio delle vittime venne amplificato, inserendo falsamente nell'elenco dei morti anche nomi di personaggi famosi. Nella Muntenia occupata dai tedeschi, un giornalista riportò il resoconto dell'incidente, notando con maliziosa gioia "la morte di Take Ionescu, Cantacuzino (Ministro della Giustizia) e Costinescu (Ministro delle Finanze)".

## Memoria
Oggi l'unico monumento commemorativo del disastro è una croce innalzata da Vasile Cantacuzino, figlio dell'eminente giurista e politico Matei B. Cantacuzino.